# Palomar 5
A Palomar 5 (Pal 5) gömbhalmaz a Tejútrendszer halójában, melyet Walter Baade fedezett fel 1950-ben. Ettől függetlenül Albert George Wilson 1955-ben újra felfedezte. A csillagkép neve után először Serpens törpegalaxisként hivatkoztak rá, de később Palomar 5 gömbhalmazként katalogizálták.
A Tejútrendszer több mint 160 gömbhalmazának egyike. Távol van a fősíktól és tőlünk is 23 kpc (75 ezer fényév) a távolsága. Galaxisunk középpontja körüli pályája mentén hosszú árapálynyúlványok csatlakoznak hozzá. Az előtte haladó (déli nyúlvány) és a mögötte haladó (északi) nyúlvány együttes kiterjedése 22°-os. Az északi nyúlvány hossza: 8,3 kpc (27 ezer fényév). A részletesebb vizsgálatok azt is kiderítették, hogy a két nyúlványban összesen mintegy 20%-kal több tömeg van, mint magában a gömbhalmazban.

   Mindebből következik, hogy a Palomar 5 az árapályerők által szétzilált gömbhalmaz (hasonlóan a Sagittarius elliptikus törpegalaxishoz). A nyúlványokban megfigyelhető csomósodások azt jelzik, hogy a gömbhalmaz tömegvesztése időszakosan következik be, valószínűleg akkor, mikor a halmaz pálya menti keringése során – körülbelül 100 millió évenként – áthalad a Tejútrendszer fősíkján.
A halmaz keringési ideje galaxisunk körül 290 millió év.

Pályája perigalaktikus és apogalaktikus távolsága: 7,9 és 18,8 kpc (25,7 és 61,3 ezer fényév).